# 607 Jenny
607 Jenny è un asteroide della fascia principale del diametro medio di circa 62,78 km. Scoperto nel 1906, presenta un'orbita caratterizzata da un semiasse maggiore pari a 2,8507538 UA e da un'eccentricità di 0,0781761, inclinata di 10,11277° rispetto all'eclittica.
Il suo nome è in onore alla moglie di un amico dello scopritore, Jenny Adolfine Kessler (il cui secondo nome è stato usato per nominare l'asteroide 608 Adolfine).